# Seto lauluema kuju

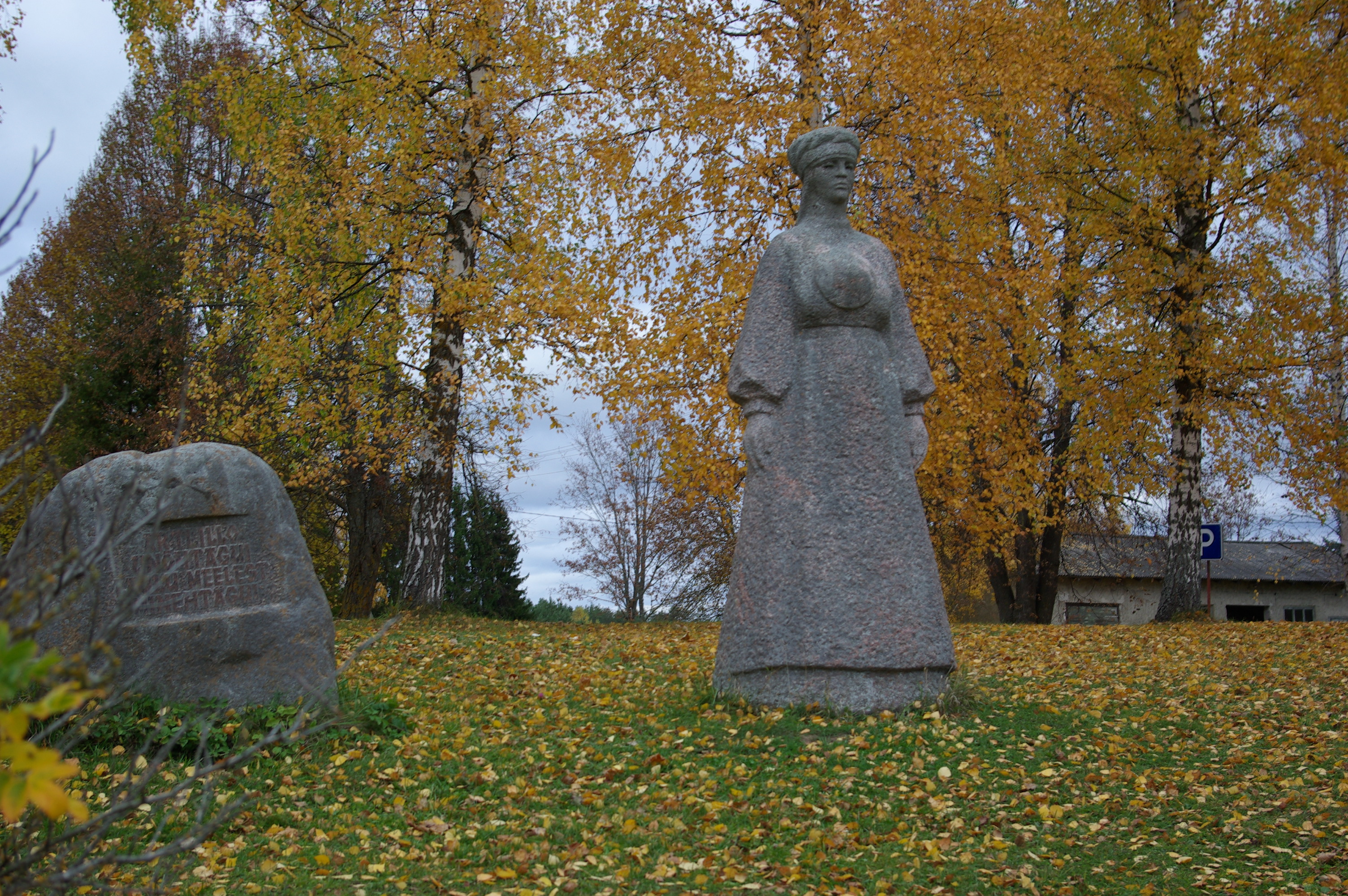

Seto lauluema kuju är ett minnesmärke åt "lauluemad" (sångmödrarna) i Meremäe i Estland, nära Obnitsa gamla skolhus. Den är gjord av Elmar Rebanen och Andel Taniloon. Den består av skulptur av röd granit föreställande en setokvinna i nationaldräkt, och stenar runt den, där namnen på de stora sångarna i Obnitsas omgivning står.